# Matalom
Matalom è una municipalità di quarta classe delle Filippine, situata nella Provincia di Leyte, nella Regione di Visayas Orientale.
Matalom è formata da 30 baranggay:
- Agbanga
- Altavista
- Bagong Lipunan
- Cahagnaan
- Calumpang
- Caningag
- Caridad Norte
- Caridad Sur
- Elevado
- Esperanza
- Hitoog
- Itum
- Lowan
- Monte Alegre
- President Garcia

- Punong
- San Isidro (Pob.)
- San Juan
- San Pedro (Pob.)
- San Salvador
- San Vicente
- Santa Fe
- Santa Paz
- Santo Niño (Pob.)
- Tag-os
- Taglibas Imelda
- Templanza
- Tigbao
- Waterloo
- Zaragoza